# Vindhyagiri
Die Vindhyagiri (F42) war eine Nilgiri-Klasse-Fregatte der Indischen Marine. Die Vindhyagiri wurde am 8. Juli 1981 in Betrieb genommen und sank, ein Jahr vor der geplanten Außerdienststellung, am 31. Januar 2011.
Als erstes Schiff der Leander-Klasse wurde die Vindhyagiri anstatt mit dem üblichen Schwerölbrenner mit einem Dieselbrenner ausgestattet. So wurde ein Vorheizen des Brennstoffs überflüssig und man ging davon aus, dass man weniger Brennofenprobleme und Explosionen haben würde.

## Die Versenkung
Am 30. Januar 2011 wurde die Vindhyagiri von dem deutschen Frachtschiff Nordlake der Reederei Klaus E. Oldendorff, der unter zypriotischer Flagge fuhr, bei der Rückkehr in den Hafen von Mumbai mittschiffs in der Höhe von Maschinen- und Kesselraum gerammt. Die Vindhyagiri lief als fünftes Schiff eines Konvois in den Hafen ein. Vor der Vindhyagiri lief die Godavari, die die den Hafen verlassenden Nordlake bat, sie an Backbord zu passieren. Der Konvoi hatte jedoch mit der Nordlake vereinbart, an Steuerbord zu passieren. Die Nordlake änderte ihren Kurs um mehr als 60 Grad, um der INS Godavari die Backbordpassage zu ermöglichen, und musste daraufhin dem in den Hafen einlaufenden Frachtschiff Sea Eagle auszuweichen. Dank schneller Absprache mit der Sea Eagle konnte die Nordlake eine Kollision knapp vermeiden und passierte die Sea Eagle mit nur 20 m Abstand an Steuerbord. Die knapp hinter und parallel zur Sea Eagle laufende  Vindhyagiri, die, im Konvoi fahrend, von der vereinbarten Steuerbordpassage ausging, versuchte noch zu beschleunigen, schaffte es aber nicht mehr, der Nordlake auszuweichen. Bei der Kollision barsten Treibstoffleitungen, was ein Feuer auslöste, das erst nach über 15 h unter Kontrolle gebracht werden konnte. Zum Zeitpunkt der Kollision fand auf der indischen Fregatte ein Familientag statt. Die Besatzung und ihre Verwandten wurden jedoch rechtzeitig gerettet. Aufgrund der durch das Rammen und das Feuer verursachten Schäden sowie dem Einsatz großer Mengen Löschwasser und verschiedener Wassereinbrüche war das Schiff so instabil geworden, dass es am nächsten Tag an seinem Liegeplatz in sieben Metern Tiefe auf Grund sank. Das nach wie vor aus dem Wasser ragende Wrack blockierte monatelang den Zugang zu Teilen des Marinearsenals von Mumbai.  Bereits ein Jahr zuvor war die Vivek, ein Schiff der Indischen Küstenwache, gesunken, nachdem es von einem Frachter im Hafen von Mumbai gerammt wurde.
Am 21. Juni 2011 wurde die Vindhyagiri gehoben und ein Großteil der an Bord gelagerten Munition konnte geborgen werden. Aufgrund der für 2012 geplanten Außerdienststellung und der schweren Schäden wurde eine Instandsetzung des Schiffes verworfen. Da eine der 12 Munitionskammern wegen Explosionsgefahr nicht geräumt werden konnte, wurde nach anderthalb Jahren in der Werft am 8. Mai 2012 eine Entsorgung des Schiffs durch Versenkung als Zielschiff auf hoher See genehmigt. Daraufhin wurde die Vindhyagiri am 10. Juni 2012 außer Dienst gestellt.